# Cessna CH-1
«Сессна-CH-1 Скайхук» \ YH-41 «Сенека» (англ. Cessna CH-1 Skyhook (обозначение для гражданского рынка) \ YH-41 Seneca (военное)) — единственный вертолёт компании Cessna. Разработка и производство — 1953−1962. Вертолёт был предложен в двадцати моделях, из которых около пяти военного предназначения (проданные южноамериканским странам в рамках программы военно-технической помощи), остальные — вертолёты гражданской авиации. Было произведено около 50 вертолётов.

## Разработка
Предприятие Cessna Aircraft Company в 1952 году купило компанию Seibel Helicopter Company в Уичито, Канзас. К этому моменту предприятие уже разработало прототип вертолёта Seibel S-4B. На его основе была начата разработка вертолёта Cessna. Первый двухместный прототип выполнил полёт в 1954 году. В 1955 году вертолёт CH-1 получил сертификат типа CAA-3H10. Затем машина была переработана в четырёхместную модификацию CH-1A, сертификат типа на неё получен в 1956 году.

## Конструкция
Двигатель вертолёта располагался впереди, что обеспечило выгодное размещение центра тяжести машины и упростило доступ для обслуживания. Фюзеляж — полумонокок во многом напоминал фюзеляжи самолётов Cessna. Несущий винт — двухлопастный, крепление лопастей к втулке — L-образные шарниры. Двигатель — поршневой четырёхцилиндровый Continental FSO-470 мощностью 260 л. с., оснащён турбонаддувом (на ряд модификаций устанавливались другие двигатели).

## Эксплуатация
Всего выпущено около 50 машин. Часть из них была приобретена армией, государственными организациями и ВВС различных стран: армия США — 10 вертолётов для оценочных испытаний, правительство США — 15, ВВС Эквадора — 4, армия Ирана- 5. Остальные машины проданы частным владельцам.
На данном вертолёте установлен ряд рекордов. CH-1A был первым вертолётом, приземлившимся на горе Pikes Peak, высота 4300 м, 15 сентября 1955 года.

Вертолёт CH-1B с двигателем FSO-526-2X установил официальный мировой рекорд высоты FAI для вертолётов — 9000 метров — 28 декабря 1957 года. На настоящий (2011 год) момент этот рекорд высоты для поршневых вертолетов не превзойдён.

## Технические характеристики
Экипаж: 1—2
Вместимость: 4, включая экипаж
Диаметр несущего винта: 11 м
Высота 2,51 м
Площадь, ометаемая несущим винтом: 89,4 м²
Вес (пустой): 943 кг
Вес (взлётный): 1406 кг
Силовая установка: 1× ПД Continental FSO-526, рядный, 6-цилиндровый, с турбонаддувом, мощность 270 л. с.